# Маскарпоне
Маскарпоне (на италиански: mascarpone) е италианско сметанено сирене, сгъстено при добавянето на кисели субстанции, съдържащи лимонена или оцетна киселина. Признато е за традиционен местен хранителен продукт.

## Производство
След денатурацията суроватката се премахва, без пресиране или отлежаване. Маскарпоне може да се направи и използвайки сметана и остатъчната винена киселина от дъното или стените на винено буре. Традиционният метод включват лимонов сок с дозировка от 6 супени лъжици на литър тежка сметана. Оставя се да се охлади на стайна температура, преди да се излее в застлан с кърпа гевгир, сложен в плитък тиган или съд в продължение на 1 – 2 дни.

## Произход
Маскарпоне произлиза от района между Лоди и Абиатеграсо в Ломбардия, Италия, вероятно към края на 16 или началото на 17 век. Наименованието вероятно произлиза от mascarpa, млечен продукт, приготвян от суроватка от стракино, или от mascarpia, дума на местния диалект за рикота.

## Употреба
Маскарпоне е млечно-бяло на цвят и лесно за намазване. Използва се из различни ястия в Ломбардия и се счита за специалитет на региона. Има високо съдържание на мазнини и кремообразна консистенция, което го прави подходящо при приготвянето на десерти. Това е една от основните съставки на италианския десерт тирамису, а понякога се използва вместо или заедно с масло или пармезан за сгъстяване и обогатяване на ризото. Маскарпоне се използва широко и при приготвянето на чийзкейк.